# Carrozzeria Touring
Carrozzeria Touring, généralement appelée « Touring », est une entreprise de carrosserie italienne, spécialisée dans la conception, l'industrialisation et la réalisation de modèles automobiles fuori serie. Fondée en 1926, elle acquiert une renommée mondiale dans les années 1930 en inventant une technique révolutionnaire de conception de châssis baptisée « Superleggera ». Brevetée, celle-ci attire de nombreux constructeurs après-guerre et assure à l'entreprise plusieurs décennies de pérennité. Trop spécialisée, Touring ne survit pas à l'obsolescence du procédé Superleggera dans les années 1960 et ferme ses portes à la fin de l'année 1966.

## Origines de Touring

### Les débuts chez Isotta-Fraschini

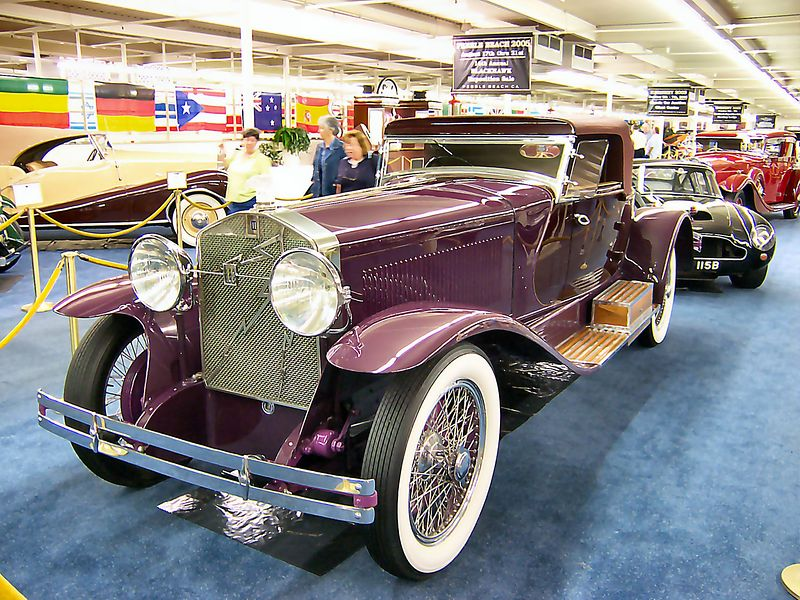
Une Isotta Fraschini Type 8A

À l'origine de la création de Touring se trouve Felice Bianchi Anderloni. Né en 1882, ce jeune milanais, diplômé en droit, entre chez le constructeur Isotta Fraschini en 1904 en tant pilote d'essais, avant de devenir responsable des essais. Une position surprenante car peu élevée dans la hiérarchie de l'entreprise, dans la mesure où Anderloni est le beau-frère des trois fondateurs d'Isotta Fraschini. Toujours est-il que ce poste relativement modeste lui permet de se révéler en tant que pilote de talent.
Ses obligations familiales retiennent toutefois Anderloni de s’engager pleinement en compétition automobile de haut niveau, discipline particulièrement dangereuse à l’époque. Il se dirige plutôt vers des courses de voitures de tourisme, plus sûres, et se consacre ainsi à la promotion, l’essai et la vente des modèles produits par Isotta Fraschini, ainsi qu’à l’assistance aux clients sportifs de la marque désirant engager leur voiture en course. Il s’illustre toutefois à plusieurs reprises en 1906 et 1907, année à la fin de laquelle il est appelé pour effectuer son service militaire.
La Première Guerre mondiale éclate quelques années plus tard, éloignant Anderloni de l’automobile et de la course jusqu’à la fin des années 1910 ; il ne renoue avec cette activité qu’à l’occasion du lancement de l’Isotta Fraschini Type 8 en 1919, sans toutefois cesser de mener en parallèle des essais pour la marque. Felice Bianchi Anderloni partage ainsi son temps entre ses activités professionnelles au sein d’Isotta Fraschini et sa passion pour la compétition automobile, jusqu’à ce que la crise économique de 1920-1921 bouleverse l'état-major de la marque. Par le biais de multiples augmentations de capital, ses fondateurs sont en effet mis en minorité par de nouveaux actionnaires, provoquant le retrait des frères Fraschini et une mise à l’écart de Cesare Isotta.

### Bianchi Anderloni, pilote et mécanicien indépendant

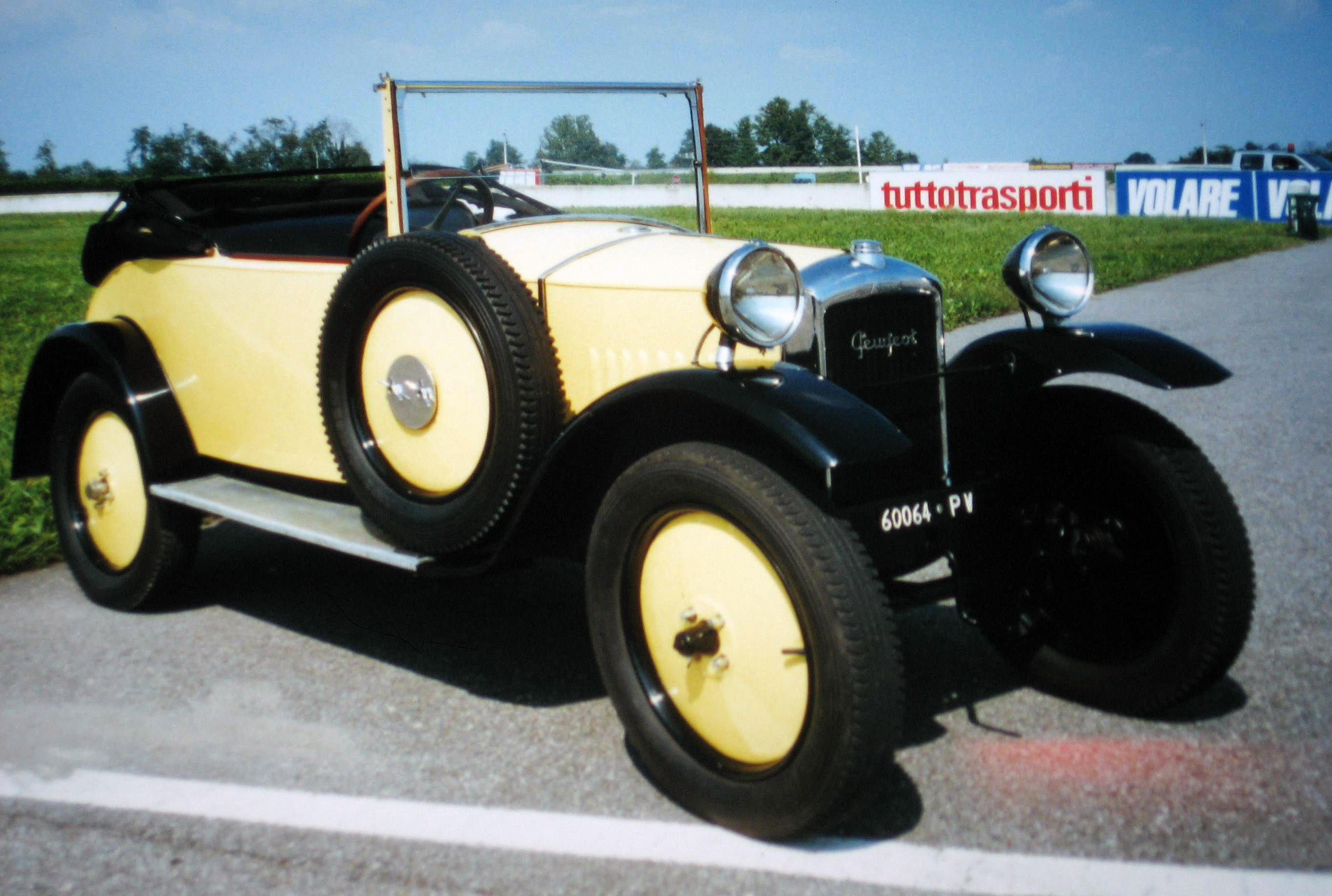
Une Peugeot 5CV de 1924

Pour Felice Bianchi Anderloni, il s’agit d’une forme de prise d’autonomie vis-à-vis de la marque à laquelle il était jusqu’alors lié par sa famille ; il décide, à quarante ans, de se consacrer exclusivement à sa passion : la compétition automobile. Trois saisons durant, Anderloni engage des Type 8 dans diverses compétitions et, malgré le poids et les dimensions importantes de ce modèle, obtient plusieurs victoires. Il s’impose ainsi notamment lors de la Coupe des Alpes ou au Grand critérium du Latium.
Les relations avec la direction d’Isotta Fraschini deviennent à cette époque très difficiles pour Felice Bianchi Anderloni ; ce dernier décide finalement de quitter la marque à laquelle il s’est consacré pendant plus de vingt ans et s’associe à la filiale italienne de Peugeot, installée elle aussi à Milan. Il assure pour son nouvel employeur la promotion de la Type 172 BC, plus communément appelée « Peugeot 5CV », en l’engageant – avec succès – dans sa version torpédo dans de nombreuses épreuves d’endurance.
Pour Anderloni, cette association avec le constructeur français est une révélation. À l’inverse des modèles Isotta Fraschini de ses débuts, complexes de conception, lourds et de grandes dimensions, la Peugeot 5CV est une voiture compacte et légère, à l’architecture simple ; la cylindrée de son moteur est, par exemple, dix fois inférieure à celle de la Type 8. Une simplicité qui permet d’atteindre de bons niveaux de fiabilité et de performance. Cette prise de conscience de l’importance du poids en automobile orientera la suite de la carrière de Felice Bianchi Anderloni.

### Fondation de Carrozzeria Touring

Le logo original de Touring

Fin 1925, Anderloni décide un nouveau changement professionnel majeur ; son expérience sur les Peugeot 5CV lui a en effet apporté une double révélation. D’une part qu’en automobile, le poids est l’ennemi. D’autre part que la lutte contre le poids n’est pas incompatible avec une certaine recherche esthétique. À l'approche de ses 44 ans, il décide de se lancer dans une carrière de dessinateur et réalisateur de carrosseries.
Pour mener à bien ce projet, Felice Bianchi Anderloni s’associe avec un ami, lui aussi juriste de formation et orienté jusqu’alors dans une carrière bancaire, Gaetano Ponzoni. Ensemble, ils acquièrent la majorité des actions de la société de carrosserie automobile Falco, une entreprise anciennement spécialisée dans l’aéronautique légère et jusqu’alors gérée par un grand connaisseur de la course automobile, Vittorio Ascari,.
La société est rebaptisée à la suite de l'acquisition, devenant Carrozzeria Touring le 25 mars 1926. Déterminé à se lancer dans le dessin et la conception de carrosseries, Anderloni choisit d'assurer conjointement avec Vittorio Ascari la direction technique de la nouvelle entité, tandis que Gaetano Ponzoni prend en charge toute la gestion de l’entreprise.

## Les débuts

### Stratégie et axes de développement

#### Une implantation avantageuse
Touring s’installe dans les anciens locaux de la société Falco, au 11 Via Ludovico da Breme, dans la banlieue nord de Milan. Un quartier relativement excentré, mais qui présente un grand avantage : il est au cœur de la zone où s’est concentrée toute l’industrie automobile de la région ; Isotta Fraschini, Alfa Romeo et même la filiale italienne de Citroën y sont implantés. Une proximité très favorable à la jeune entreprise de carrosserie, compte tenu du fonctionnement du marché automobile de l’époque.

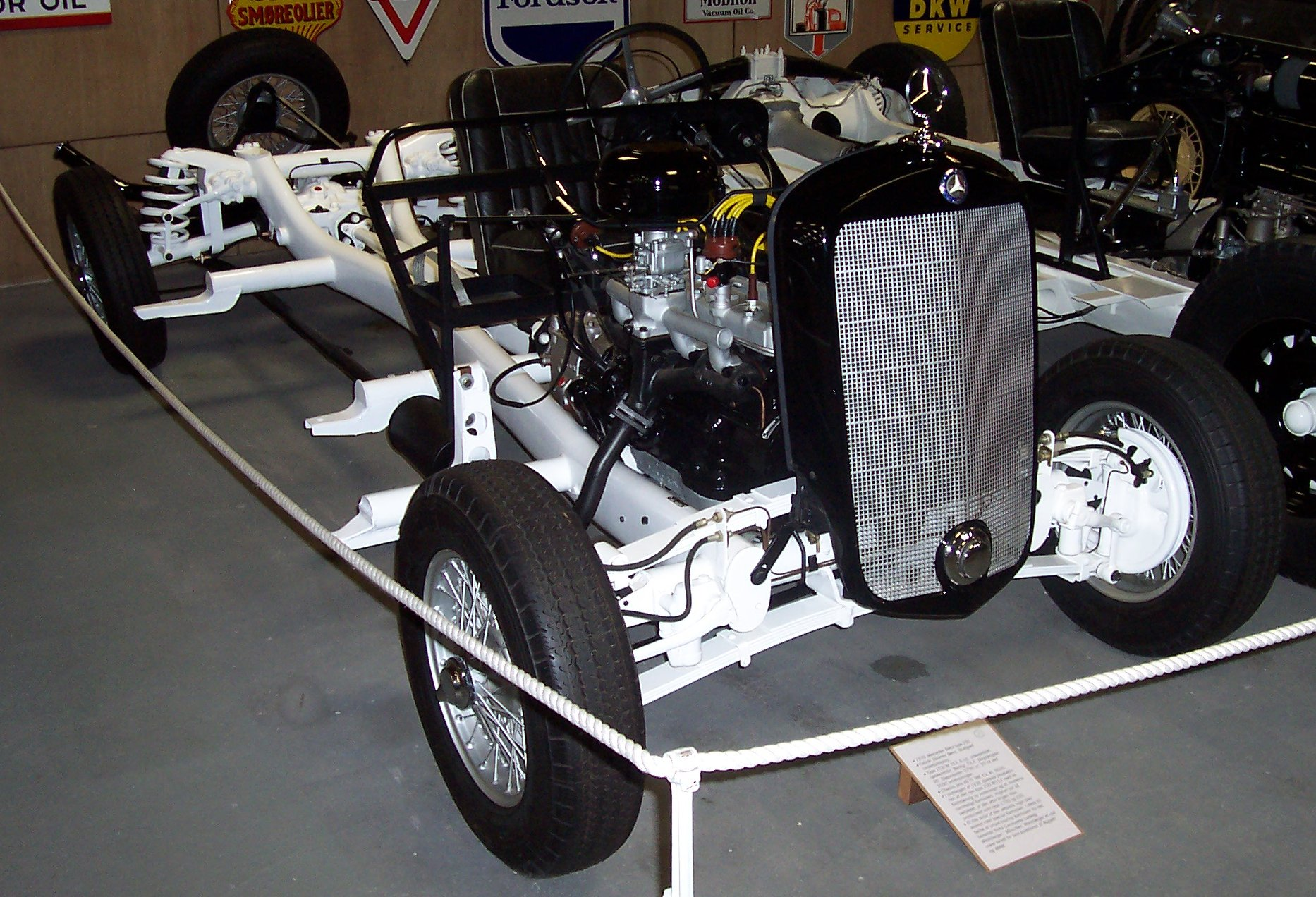
Un châssis nu de Mercedes-Benz des années 1930

En effet, une des caractéristiques de l’automobile haut-de-gamme des années 1920 réside dans la possibilité d’acheter auprès d’un constructeur non pas un véhicule complet, mais un châssis nu équipé uniquement des éléments mécaniques essentiels, et de le faire carrosser auprès d’un spécialiste de son choix. Ce principe devient une spécialité italienne de l’époque, de nombreux carrossiers transalpins se positionnant sur ce secteur du fuori serie. Touring ne fait pas exception et bénéficie donc de sa localisation géographique, les clients potentiels n’étant pas contraints d’effectuer un long trajet sur leur automobile neuve – et nue – pour aller la faire carrosser. De fait, les premières réalisations de Touring se feront sur la base de châssis Alfa Romeo et Isotta Fraschini.

#### Une communication soignée
Outre son implantation, la jeune entreprise peut également s’appuyer sur une vraie stratégie de développement. Avant même de procéder au rachat de Falco, Anderloni en avait en effet identifié les principales faiblesses, à savoir d’une part un manque de moyens financiers, et d’autre part une absence de contacts d’un niveau suffisant pour déclencher des commandes, élément capital sur le marché très exclusif des carrosseries fuori serie. Felice Bianchi Anderloni apporte ainsi son expérience de la communication acquise chez Isotta Fraschini – une firme qui avait recours depuis des années à la publicité et au sponsoring pour assurer sa croissance commerciale – pour pallier ces lacunes. Des campagnes de publicité pour les réalisations de Touring sont ainsi lancées dans les revues spécialisées dès le printemps 1926.
Malgré son départ, Felice Bianchi Anderloni a par ailleurs gardé avec Isotta Fraschini des rapports suffisamment bons pour obtenir l’autorisation de se prévaloir auprès de ses nouveaux clients de son passé au sein de la firme italienne. En outre, ses anciennes fonctions d’essayeur l’avaient amené à côtoyer de nombreux clients de la marque ; Anderloni se sert ainsi de ses connaissances tant dans les milieux industriels que mondains pour asseoir la réputation naissante de Touring. La présence au sein de l’organisation de Vittorio Ascari contribue également à cet effort de communication. S’appuyant sur la mémoire de son frère Antonio, Touring parvient à nouer chez Alfa Romeo des contacts privilégiés qui seront de toute première importance pour la suite de son développement.

#### Compétences techniques
Enfin, Felice Bianchi Anderloni apporte à Touring un dernier atout, essentiel : ses connaissances techniques. Là encore, ses années passées au sein d’Isotta Fraschini se révèlent d’une importance capitale. En tant qu’essayeur et metteur au point, Anderloni a été amené à développer de solides compétences techniques, indispensables pour comprendre le fonctionnement d’un véhicule et ainsi pouvoir en cerner forces et faiblesses. L’assistance qu’il apportait aux clients engageant leurs voitures en course, qui impliquait de pouvoir tirer le maximum de la mécanique, n’a fait que renforcer ses connaissances en la matière. À la différence de bon nombre de ses confrères carrossiers, surtout orientés vers l’esthétique et les aspects fonctionnels, Felice Bianchi Anderloni avait une réelle maîtrise technique de l’automobile.
En outre, en s’installant dans les anciens locaux de la société de carrosserie Falco et en maintenant son ancien dirigeant dans ses fonctions techniques, Touring assure la continuité de l’expérience de cette firme ; qu’il s’agisse des outillages ou de la main d’œuvre, tout l’héritage Falco est ainsi repris en bloc par la nouvelle entité. Vittorio Ascari, devenu codirecteur technique aux côtés d’Anderloni, incarne cette continuité et constitue un gage de qualité auprès des clients.

### La licence Weymann
L’une des toutes premières décisions prises par Touring concerne l’acquisition pour la Lombardie des droits du système de construction Weymann – plus communément appelé « licence Weymann » – auprès de la société de carrosserie turinoise Alessio, qui en détient les droits d'exploitation pour l'ensemble du territoire italien.

#### Rappel historique
Jusque dans le courant des années 1920, le bois est un matériau absolument incontournable dans la construction automobile. Il faut en effet se rappeler qu’au début du XXe siècle, les normes en matière de construction automobile sont bien établies et que l’architecture standard d’une voiture se compose alors d’une charpente rigide en bois à laquelle les éléments de carrosserie – des plaques de tôle le plus souvent – sont solidement fixés, par vissage ou rivetage.
La principale limite de ce système réside dans l’inadéquation entre la rigidité des pièces de carrosserie et la souplesse naturelle du châssis en bois. En effet, une structure en bois ne peut atteindre un niveau de rigidité suffisant qu’en augmentant les dimensions de ses éléments, et donc par corollaire le poids de l’ensemble. Afin de ne pas transformer leurs automobiles en enclumes, les constructeurs tentaient donc de rigidifier leurs châssis par le biais des éléments de carrosserie métalliques ; il en résultait une faiblesse structurelle majeure, source à la fois de nombreuses casses des éléments du châssis et de déformations chroniques au niveau des pièces de carrosserie.

#### Principe et fonctionnement

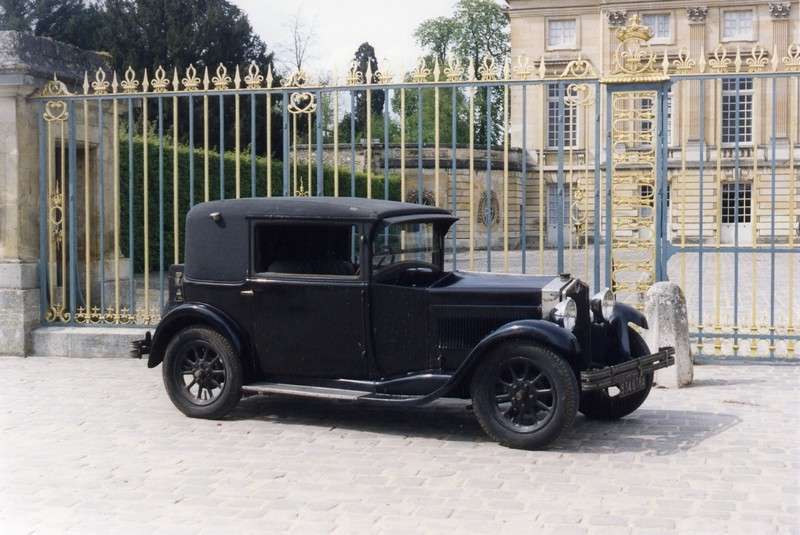
Une Fiat 509 de 1929, conçue suivant la technique Weymann.

C’est en cherchant des réponses à cet inconvénient majeur que le français Charles Weymann développe en 1922 un procédé nettement plus efficace, qui consiste grosso modo à désolidariser les éléments de carrosserie du châssis, afin de gagner en souplesse et surtout en poids,. L’idée de base du système ainsi inventé par Weymann est simple : puisque les techniques contemporaines rendent impossible la construction de châssis d’un niveau de rigidité suffisant, il ne faut plus tenter de s’opposer aux mouvements de ces derniers et de les rigidifier par des artifices extérieurs, mais au contraire faire en sorte que la carrosserie « accompagne » leurs déformations.
Concrètement, le principe breveté par Charles Weymann consiste à bannir les panneaux de carrosserie en tôle d'acier qui, cloués ou rivetés sur le châssis en bois, font ainsi partie de la structure portante du véhicule et sont la source du problème identifié plus haut. Pour Weymann, le châssis doit se suffire à lui-même, les pièces de carrosserie n’étant qu’un « habillage » fixé au châssis par des attaches flexibles et des silent-blocs. La tôle se voit ainsi supplantée par des panneaux de cuir, de similicuir ou de tout autre matériau souple, rembourrés d’ouate et de crin.

#### Avantages

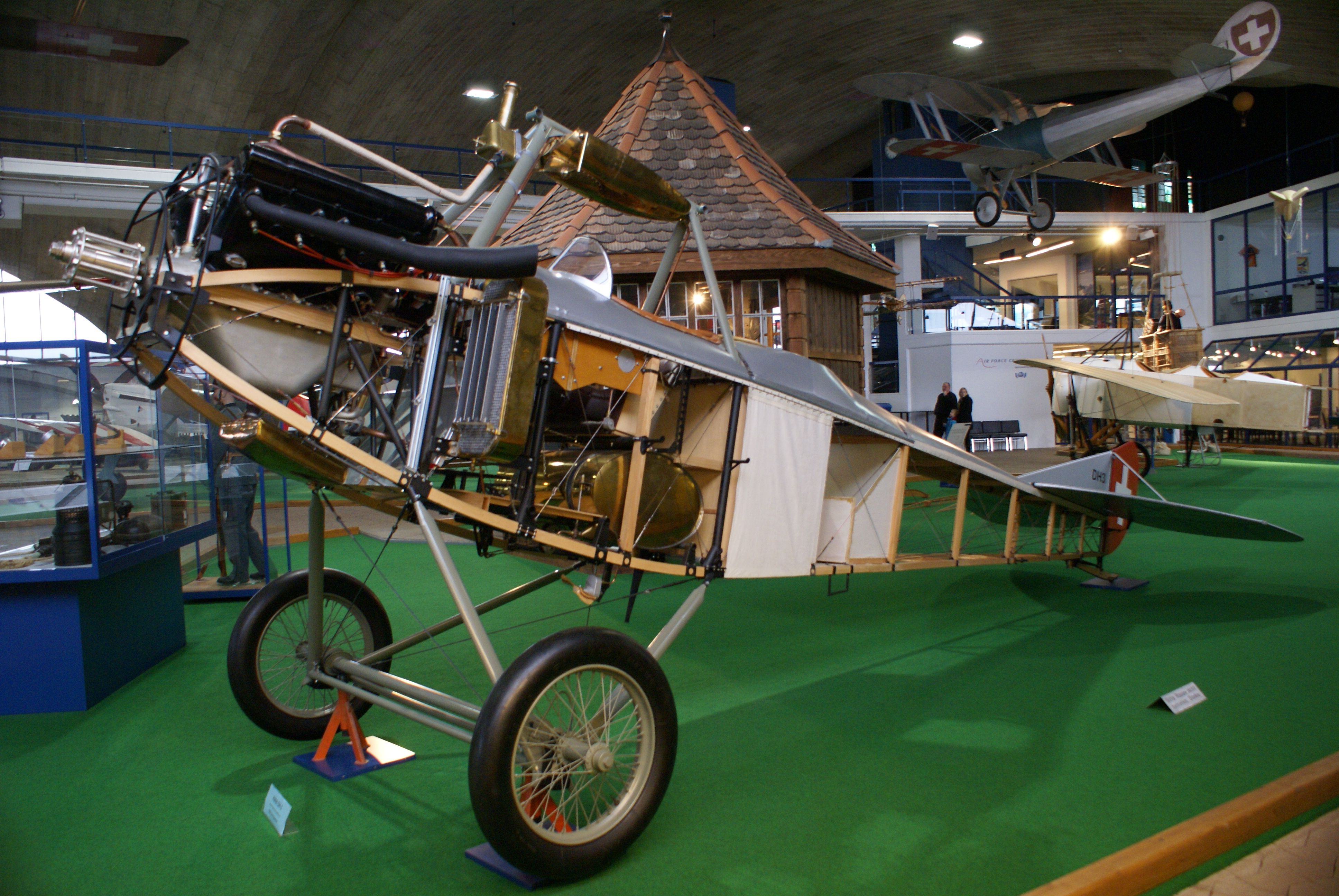
La structure en bois d'un avion du début du XXe sciècle

Le principal avantage du système Weymann réside dans sa légèreté. L’abandon de panneaux de carrosserie en tôle au profit d’éléments souples permet en effet un double gain de poids : d’abord au niveau des éléments de carrosserie proprement dits, plus légers ; ensuite au niveau de la structure en bois, qui n’a plus à supporter les lourdes plaques de tôles et peut ainsi être affinée. Par ailleurs, l’utilisation de silent-blocs rend les véhicules construits suivant ce procédé très silencieux pour l’époque et la conservation d’une structure en bois est économiquement intéressante. Enfin, le modelage des panneaux de carrosserie souples est bien plus aisé que celui des pièces de tôle employées jusqu'alors.
Pour Touring, cette relative légèreté entre parfaitement dans la vision de Felice Bianchi Anderloni de ce que doit être la conception d’une automobile moderne, à savoir combattre le poids et affiner la ligne. En outre, le procédé Weymann présente un autre avantage pour Touring, nettement plus matérialiste : il entre parfaitement dans le champ de compétence de ses ouvriers. Ceux-ci sont, en grande majorité, des anciens de la Carrosserie Falco, une société qui s’était spécialisée dans la construction aéronautique légère. Or, à l’époque, l’industrie de l’aviation est encore basée sur l’emploi de bois et de toile, et les ouvriers de Touring sont hautement qualifiés dans le travail de ces matériaux qui constituent la clé de voûte du système Weymann.

## Premiers succès

### Activités industrielles et engagement sportif
Dès le début de son activité de carrossier, Anderloni décide de s’orienter sur le double terrain du l’innovation technique – grâce à la licence Weymann – et de l’engagement sportif, destiné à démontrer la supériorité de ses productions.

#### Premières réalisations
Bien que Felice Bianchi Anderloni se soit fixé comme objectif de créer des modèles d’une grande finesse esthétique, les débuts de la Carrosserie Touring sont marqués par une relative discrétion stylistique. De fait, la jeune entreprise va d’abord se concentrer sur des améliorations de détails mécaniques du système Weymann. Ainsi, Touring dépose un brevet dit « FBA » relatif au système d’articulation des capotes pour voiture ; la société invente par ailleurs un nouveau type de pare-chocs déformable, fait d’acier et de bois. Travaillant sur la base de châssis Isotta-Fraschini, la firme bénéficie à plein de l’expérience que son fondateur a acquise chez ce constructeur, et notamment sa connaissance pointue de la Type 8, qui sera la base des premières réalisations Touring.
Anderloni n’en oublie pas pour autant ses préoccupations esthétiques, même si les premières réalisations de Touring n’ont rien de visuellement révolutionnaire. L’évolution se fait là aussi de manière discrète, avec notamment les lignes du pavillon de toit, plus incurvées, ou les proportions entre le capot et l’habitacle, moins conventionnelles. Felice Bianchi Anderloni pousse le soin du détail et du raffinement jusque dans le choix des coloris ou des appellations de ses créations. Un choix qui s’avère payant : Touring émerge très rapidement dans les concours d’élégance, obtenant de nombreux prix et suscitant tant la curiosité du public que celle de ses confrères.

#### Touring en compétition

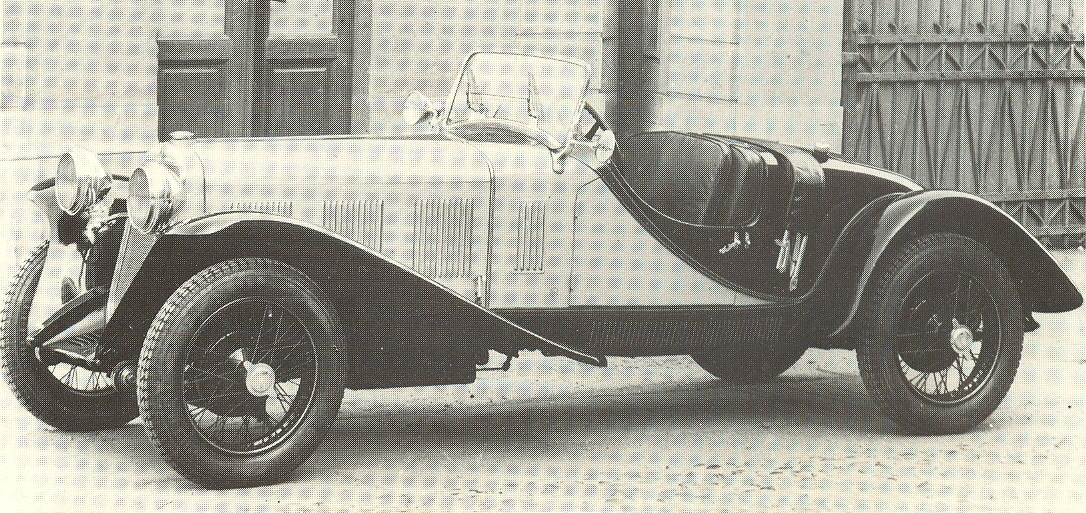
Une Fiat 514 MM engagée aux Mille Miglia en 1930

La course automobile, et notamment l'épreuve des Mille Miglia, est le second vecteur du succès de Touring. Cette course prévoit en effet, au tout début des années 1930, une catégorie dite « Tourisme », réservée aux véhicules n’ayant reçu que peu de modifications par rapport au modèle en vente libre. La firme s’y impose en 1931 et 1932, sur des modèles conçus pour le compte d’Alfa Romeo ; en 1934, une Isotta Fraschini – également conçue par Touring – parvient même à se hisser à la quatrième place du classement général, devant bon nombre de voitures de sport.
Ce faisant, Touring parvient de nouveau à associer son nom à une innovation. En effet, les modèles de type « conduite intérieure » – c’est-à-dire fermés, par opposition aux cabriolets et spiders – ont jusqu’alors toujours été considérés comme incompatibles avec un usage sportif. D’un style particulier, ces modèles baptisés Fugientem Incurro Diem – littéralement, « je cours contre le temps » – marquent les esprits des spectateurs de l’époque.
Alors que les succès recueillis dans les concours d'élégance font connaître Touring auprès de la haute société, les victoires ainsi glanées en course valent à la jeune société une grande notoriété populaire ; l’époque est alors celle des débuts de l’automobile « démocratique » et accessible, et la compétition automobile y joue un rôle de catalyseur dans l’imagination du public. Cette notoriété auprès du grand public attire l’attention d’Alfa Romeo, constructeur milanais dont les productions se veulent justement adressées à un public de classes moyennes, pour qui les modèles de haut-de-gamme tels que les Isotta Fraschini sont alors inaccessibles. Cette prise de contact marque le début d’une longue et fructueuse collaboration entre le carrossier et le constructeur, marquée par des liens étroits et une complicité qui ne sera jamais démentie.

### Un tournant: laFlying Star

#### Prémices d’un succès
Au début des années 1930, Touring maîtrise désormais parfaitement la technique Weymann et y a apporté de nombreux ajouts de détail, tant techniques qu’esthétiques ; Felice Bianchi Anderloni décide alors de se concentrer totalement sur les lignes de ses productions, le procédé étant suffisamment mature pour permettre le lancement de véritables exercices de style. En janvier 1931, le dessinateur de Touring, M. Seregni, propose à Anderloni le premier dessin de ce qui allait devenir la Flying Star. Une histoire circule selon laquelle il se serait agi d’une commande d’un riche client de Touring, Giuseppe Mateucci, pour le dix-huitième anniversaire de sa fille ; la réalité est sans doute plus prosaïque, et il est probable qu’il ne s’agissait que d’un projet comme tant d’autres pour le carrossier.
Basée dans sa première version sur un châssis Isotta Fraschini Type 8A, modèle qu’Anderloni connaît sur le bout des doigts, la Flying Star est également développée par la suite sur des Alfa Romeo 6C et des Fiat Type 522 ; ce modèle connaît d’ailleurs de très légères évolutions en étant adaptée à ces nouveaux châssis, notamment le marchepied qui disparaît au profit d’un entrelas à la jonction des ailes avant et arrière.
En ce début des années 1930, la Flying Star représente un tournant esthétique majeur. Entièrement constituée de galbes et de formes arrondies, elle constitue en effet un pur exercice de style en rupture totale avec l’essentiel des productions automobiles de l’époque, dont les formes anguleuses se veulent essentiellement fonctionnelles. Ce dessin qualifié d’incongru pour son temps est souligné par la couleur blanc-crème de la carrosserie, alors que les teintes alors dominantes sont toutes sombres,.

#### Un coup de maître

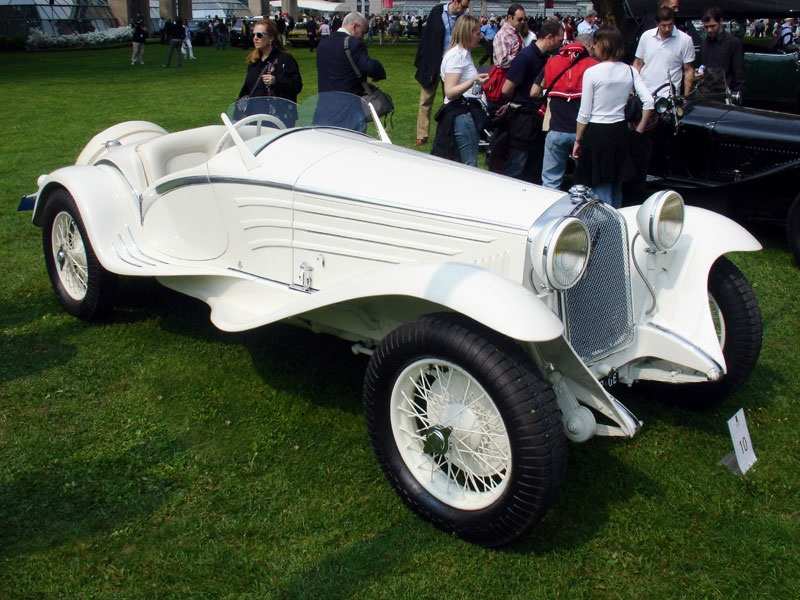
La Alfa Romeo 6C 1750, dite « Flying Star », continue d'être régulièrement présentée dans des concours d'élégance automobile.

Conformément aux us et coutumes de l’époque, la Flying Star est inscrite dès 1931 aux concours d’élégance de Genova-Nervi, de la Villa d'Este et de Côme, et y créé l’événement en grande partie en raison de son style sans compromis ; la suppression du marchepied au profit d’ailes à l’esthétique soignée contribue notamment à soulever quelques critiques et interrogations. En dépit de ces réserves, la Flying Star est largement saluée et récompensée dès ses premières apparitions, notamment à la Villa d'Este où elle reçoit le premier prix en 1931.
L’originalité stylistique de la Flying Star – caractérisée notamment par la ceinture de caisse interrompue en V, les garde-boue se prolongeant en une absence de marchepied ou les portières de forme concave – la démarque du reste de la production automobile contemporaine et lui vaut un franc succès malgré un aspect fonctionnel plutôt limité – elle sera d’ailleurs qualifiée de « voiture sans habitacle ». Preuve de ce succès, certaines rumeurs évoquent un exemplaire qu'aurait acquis l’homme fort du régime italien de l’époque, Benito Mussolini.
De nos jours, la Flying Star est toujours autant recherchée ; un exemplaire est ainsi présent au concours d’élégance de Peeble Beach en Californie en 2005 – édition au cours de laquelle la marque « fétiche » de Touring, Alfa Romeo, est à l’honneur – et un autre fait quant à lui son retour à celui de la Villa d'Este en 2007, là même où le modèle avait été présenté 76 ans auparavant. Pour certains journalistes contemporains, le « spider Flying Star [...] constitue une date dans l’histoire de la carrosserie italienne. »

#### L'héritage de laFlying Star: la période dite «ovoïdale»
La naissance de la Flying Star coïncide avec le début de la disparition du système fuori serie, progressivement supplanté dans les années 1930 par de l’apparition des châssis autoporteurs, c'est-à-dire des modèles dont la carrosserie est partie intégrante du châssis. Le grand changement apporté par cette nouvelle technologie est un coup dur pour les carrossiers, et seuls quelques-uns peuvent alors assurer leur survie.
Le grand succès rencontré par la Flying Star permet à Touring d’investir dans de nouveaux modèles, aux formes toujours plus recherchées. En parallèle, la mode automobile de l'époque se tourne désormais vers des formes plus aérodynamiques : on parle alors de l’influence du « style Paquebot » ou Streamline, qui favorise alors les carrossiers italiens. Dans cette tendance esthétique, l’expérience de pilote de compétition de Felice Bianchi Anderloni est un atout. Les premiers modèles dotées d’ailes ovoïdes voient le jour en 1935 sur la base de châssis Alfa Romeo, notamment la berlinette Aeternum et sa version Pescara.
Ces derniers modèles, outre leur esthétique, présentent une autre particularité notable : leurs carrosseries sont entièrement métalliques, marquant le début de l’abandon de la technique Weymann. Celle-ci s’adapte mal aux formes toujours plus complexes des nouvelles créations du carrossier, tandis que l’emploi de métal permet d’obtenir des formes très travaillées et abouties. Grâce à cette nouvelle méthode, Touring obtient de nouveaux succès en course, notamment aux Mille Miglia de 1935 ainsi qu’aux 24 heures de Pescara, la même année. La marque parviendra ainsi à assurer sa pérennité non plus par l’esthétique mais par la technique, en jetant les bases d’une nouvelle technique de construction automobile, qui allait révolutionner cette industrie.

## La révolutionSuperleggera

Le logo spécifique des modèles Superleggera.

### Genèse d’une idée

#### Les limites du système Weymann
À partir de 1935, les évolutions stylistiques en cours dans l’industrie automobile servent de révélateur pour mettre en évidence les limites de la technique Weymann. Basée sur la flexibilité des différents éléments du châssis et de la carrosserie, celle-ci était apparue au début des années 1920, remplaçant les antiques structures rigides en bois. Pourtant, cette nouvelle technique s’appuyait toujours sur l’emploi de bois et ne devait sa force qu’à la manière dont elle assemblait ses différents composants. Elle ne résolvait donc en rien les inconvénients inhérents à l’utilisation de ce matériau.
Outre leur poids et leur manque de rigidité, l’une des principales faiblesses des structures en bois réside dans leur grande fragilité en cas d’accident, en particulier en cas de choc avec un obstacle coupant ou contondant. Par ailleurs, les modèles Weymann sont également très sensibles aux intempéries et aux conditions extérieures, les matériaux de revêtement ayant ainsi tendance à « vieillir » rapidement. Les éléments de carrosserie sont traités à la pégamoïde, ce qui leur confère une tendance à sécher puis craqueler avec le temps ; enfin, les joints en mastic et les clous de tapisserie, oxydables, rendent les carrosseries de type Weymann très vulnérables à l'humidité.
À ces inconvénients techniques sont venus s’ajouter dans les années 1930 des inconvénients d’ordre esthétique. Avec l’émergence des formes ovoïdes et des galbes prononcés, les charpentes en bois se sont révélées de plus en plus délicates à travailler ; de la même manière, les revêtements en similicuir ne se prêtaient que difficilement à la réalisation de formes fortement convexes.

#### La base du concept
Ce constat incite Anderloni à s’orienter vers une technique permettant d’abandonner l’emploi de bois, et l’expérience de la création des modèles Aeternum et Pescara l’amène à considérer une solution recourant à l'utilisation exclusive de métal. Une solution qui aboutit finalement en 1937 sous la forme de tubes métalliques de petit diamètre, assemblés entre eux par soudure : la structure Superleggera est née.
Bien qu’officiellement fixée au second semestre de 1937, la création de la technique Superleggera représente en fait l’aboutissement de plusieurs années de travail et de progrès réalisés notamment dans la métallurgie des alliages légers et la transformation des matériaux acryliques comme le plexiglas, portés par une demande de plus en plus soutenue pour des modèles aux formes aérodynamiques. En outre, les sanctions prises à l'époque contre le régime de Mussolini ont conduit à une politique autarcique, centrée sur les ressources du pays parmi lesquelles figure l'aluminium – ce métal avait d'ailleurs été décrété « métal fasciste » –, stimulant les efforts de recherche sur les alliages légers.
Il faut toutefois préciser que l’utilisation du métal n’est alors pas nouvelle en automobile : depuis le début des années 1930, ce matériau a « envahi » cette industrie, le bois n’étant de plus en plus utilisé que pour donner un cachet un peu désuet à des modèles destinés aux nostalgiques de la Belle Époque. Il en va de même pour l’emploi de matériaux légers : le carrossier milanais Belleni avait ainsi créé des structures revêtues de panneaux d’aluminium dès le début du XXe siècle. La force de Touring est simplement d’être la première entreprise à concevoir des modèles à en être exclusivement et entièrement constitués.

### Mise en œuvre

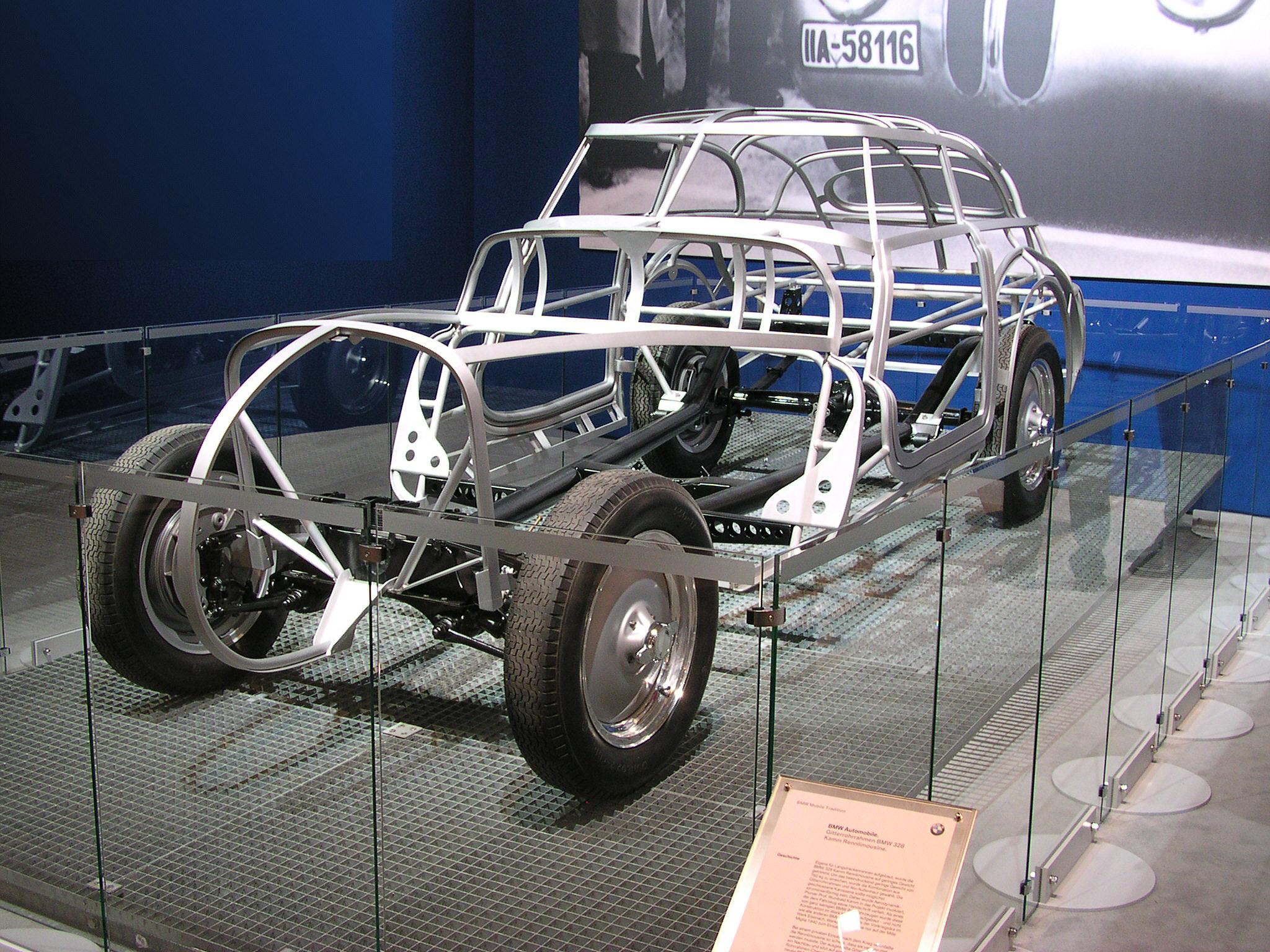
Armature d’une carrosserie Superleggera de BMW 328

#### Principe
Le concept développé par Anderloni, le fondateur de Touring, est une véritable révolution en son temps puisqu’il introduit les premières carrosseries entièrement métalliques.

#### Applications

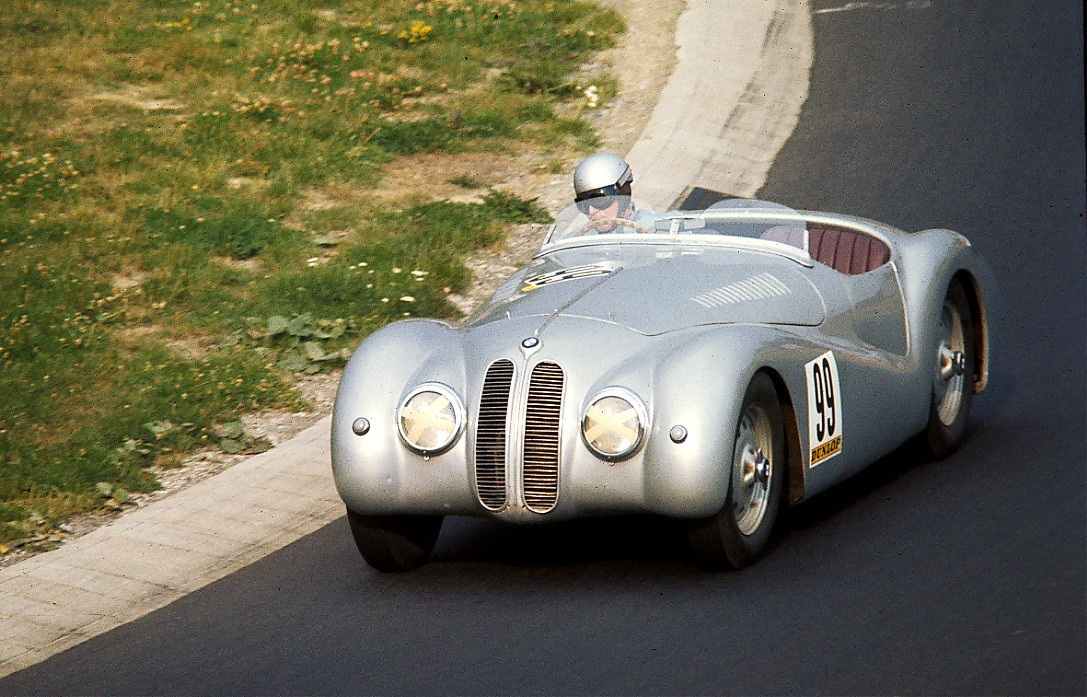
Une BMW 328 Mille Miglia de 1940 en version spyder

Les Alfa Romeo 8C 2900B – l'une des voitures les plus importantes de l'histoire du constructeur italien – sont les premiers modèles construits sur ce nouveau principe ; ils font sensation au salon de Milan de 1937 et assurent à Touring une renommée immédiate. Outre leur ligne novatrice, ils bénéficient d’un équipement de très haut niveau pour l’époque – un suréquipement rendu possible par le gain de poids réalisé sur la structure.
L’un des meilleurs exemples de ce renouveau stylistique est la BMW 328 de 1940, une des premières voitures engagées en compétition à utiliser une carrosserie Superleggera. Alignée notamment pour la mythique épreuve des Mille Miglia, elle y écrase toutes ses concurrentes – y compris d’autres modèles BMW engagés par la marque bavaroise – grâce à son poids contenu et sa ligne à l’aérodynamique particulièrement favorable,.

## De la gloire à la poussière

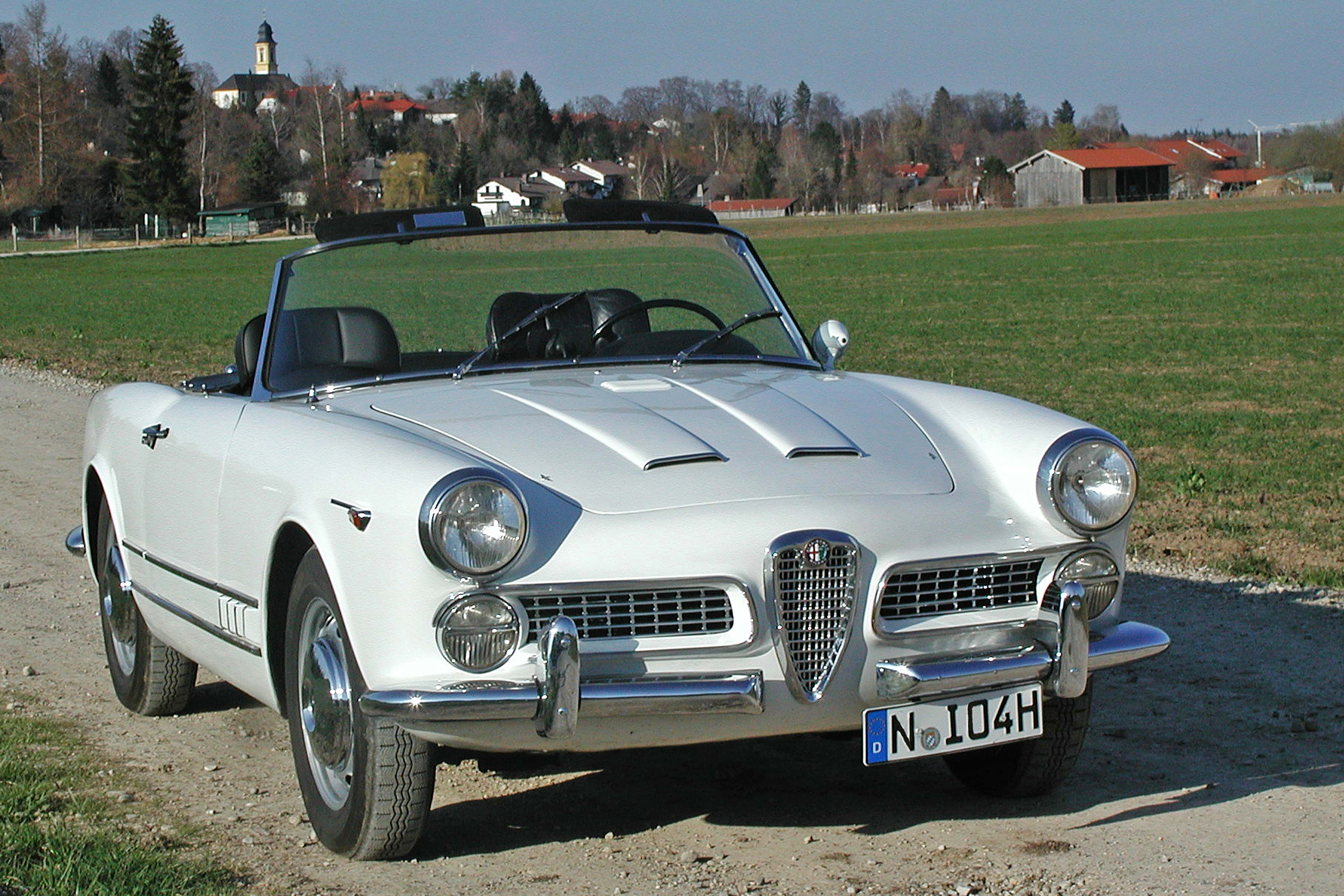
Alfa Romeo 2000 Touring

Après cinq années passées à participer l’effort de guerre, notamment en produisant des véhicules militaires et des pièces détachées pour l’aviation, Touring se tourne de nouveau vers la production automobile et l’appellation « Superleggera », loin d’être perdue, se répand rapidement dans le monde de l’automobile haut-de-gamme. De fait, l’innovation de Felice Anderloni a si efficacement prouvé sa supériorité avant-guerre qu’elle va devenir une solution technique incontournable pendant près de deux décennies. Touring cèdera des licences à certains grands constructeurs pour construire des carrosseries selon la technique "Superleggera". Les constructeurs britanniques Bristol et Aston Martin ainsi que l'américain Hudson acquirent immédiatement cette licence pour économiser sur les coûts énormes de transport des carrosseries entre l'Italie et leurs pays.
Dans les années d'après guerre, les carrosseries des plus belles voitures italiennes ont été conçues et réalisées avec la technique Superleggera, comme les Alfa Romeo 6C 2500 Freccia d'Oro de 1947, 6C 2500 Villa d'Este de 1949, 2000 Spyder et 2600 Spyder, les Aston Martin DB5, les ISO Rivolta Grifo, les Lamborghini 350 GT et Lamborghini 400GT 2+2, les Lancia Flaminia GT ou les Maserati 3500 GT et Maserati 5000 GT.

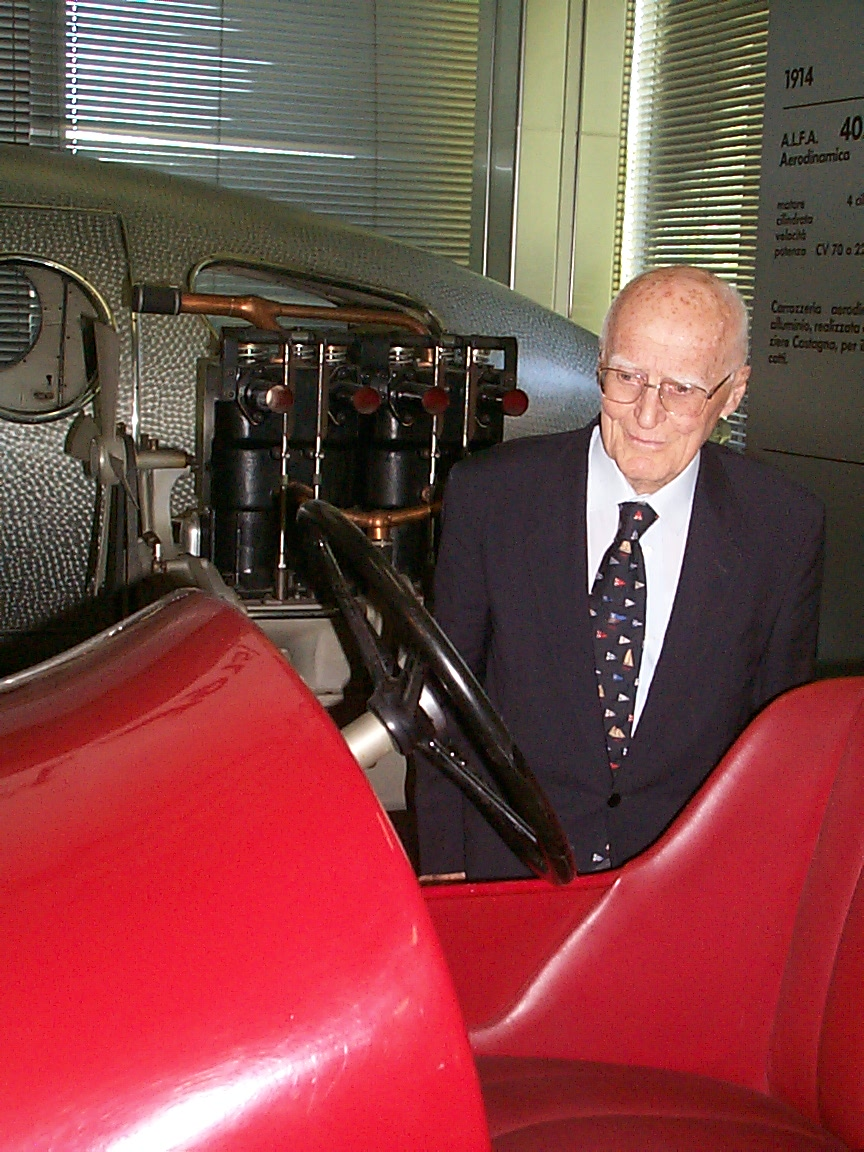
Carlo Felice Bianchi Anderloni, fils du fondateur de Touring, au musée Alfa Romeo en mai 2003.

En 1948, le fondateur de l’entreprise, Felice Anderloni, décède et la direction de Touring revient à son fils Carlo. Celui-ci poursuit dans la voie tracée par son père et les années 1950 marquent l’apogée de la firme. Touring signe – notamment pour le compte de son partenaire historique Alfa Romeo – plusieurs modèles largement salués pour leur style. Ce succès amène divers constructeurs étrangers, et non des moindres, à recourir aux services de Touring ; Aston Martin lui confie ainsi le design de sa DB4, présentée en 1958. Par la suite, Ferruccio Lamborghini demande à Carlo Anderloni de revoir le dessin de son tout premier modèle, la 350 GT. Initialement dessinée par Bertone et présentée au salon de Turin de 1963, la 350 GT n'a pas donné entière satisfaction et Touring est chargé d’en modifier les lignes. De nouveau présentée un an plus tard au salon de Genève, la 350 GT est un succès qui lancera la carrière du constructeur italien.
De manière assez ironique, cette première Lamborghini est une des dernières créations de Touring. Rattrapées par les progrès techniques et industriels, les carrosseries Superleggera – dont la coûteuse fabrication manuelle exige du temps et le concours de personnel hautement qualifié – sont bien peu compatibles avec l’essor des automobiles de grande série, devenant rapidement obsolètes dans le courant des années 1960.
Mais le gros contrat qui aurait dû relancer Touring devait venir du groupe britannique Rootes pour la construction en Italie des Hillman Super Minx et Sunbeam Alpine. Afin de satisfaire à ses obligations, Touring investira des sommes importantes dans la construction d'une usine nouvelle à Nova Milanese. L'affaire se transformera en gouffre financier pour Touring qui, à la suite de la faillite du Groupe Rootes, racheté en 1967 par l'américain Chrysler, vit ses factures impayées, sa commande annulée et les dettes s'accumuler. L'échec commercial de l'Alfa Romeo Giulia Sprint GTC Cabriolet, dont la production sera suspendue après seulement 1 000 exemplaires produits ajouté au manque d'intérêt de Fiat pour le prototype de la 124 Cabriolet à 4 places dérivé de la berline à grand succès, sera fatal à la société. Mise sous contrôle judiciaire en 1964, la société Touring ferme ses portes moins de trois ans plus tard, le 31 décembre 1966.

## Principales réalisations de l'époque historique
- Alfa Romeo 6C 1500
- Alfa Romeo 6C 2500 Freccia d'Oro
- Alfa Romeo 2500 SS Villa d'Este
- Alfa Romeo 1900 Sprint
- Alfa Romeo 2000 Spyder
- Alfa Romeo 2600 Spyder
- Alfa Romeo Giulia Sprint GTC
- Aston Martin DB4
- Aston Martin DB5
- Bristol 401
- Ferrari 166 Inter
- Jensen Interceptor
- Lamborghini 350 GT
- Lamborghini 400GT 2+2,
- Lancia Flavia Convertibile
- Lancia Flaminia GT
- Lancia Flaminia GT Convertibile
- Maserati 3500 GT
- Maserati 5000 GT

## La renaissance de la marque
À la fin des années 1980, Carlo Felice Bianchi Anderloni vendit les droits de la marque Touring aux frères Marazzi.
En avril 2006, la marque Touring renaît de ses cendres par la création de la société Carrozzeria Touring Superleggera Srl, et présente deux ans plus tard sa première réalisation, la Maserati A8GCS Berlinetta. Cette renaissance est le fait d'un petit groupe industriel qui possède aussi le fabricant de roues Ruote Borrani.
Ses nouvelles réalisations sont des prototypes ou de très petites productions :
- Maserati A8GCS Berlinetta (prototype seulement, base de Maserati Coupé Gransport)
- Maserati Bellagio Fastback (sur base de Maserati Quattroporte)
- Bentley Continental Flying Star
- Gumpert Tornante (prototype seulement, base de Gumpert Apollo)
- Alfa Romeo Disco Volante by Touring (produite, base d'Alfa Romeo 8C Competizione)
- Alfa Romeo Disco Volante Spyder by Touring (produite, base d'Alfa Romeo 8C Spider)
- Touring Berlinetta Lusso (base de Ferrari F12 Berlinetta)
- Touring Sciàdipersia (base de Maserati GranTurismo) [39]
- Touring Sciadispersia Cabriolet (base de Maserati GranCabrio)
- Alfa Romeo 33 Stradale, 33 exemplaires[40].
- Touring Superleggera Arese RH95 (base de Ferrari F8 Tributo)
- Touring Superleggera Aero 3 (base de Ferrari F12 Berlinetta)